# Freiheitsstatue (Mytilini)

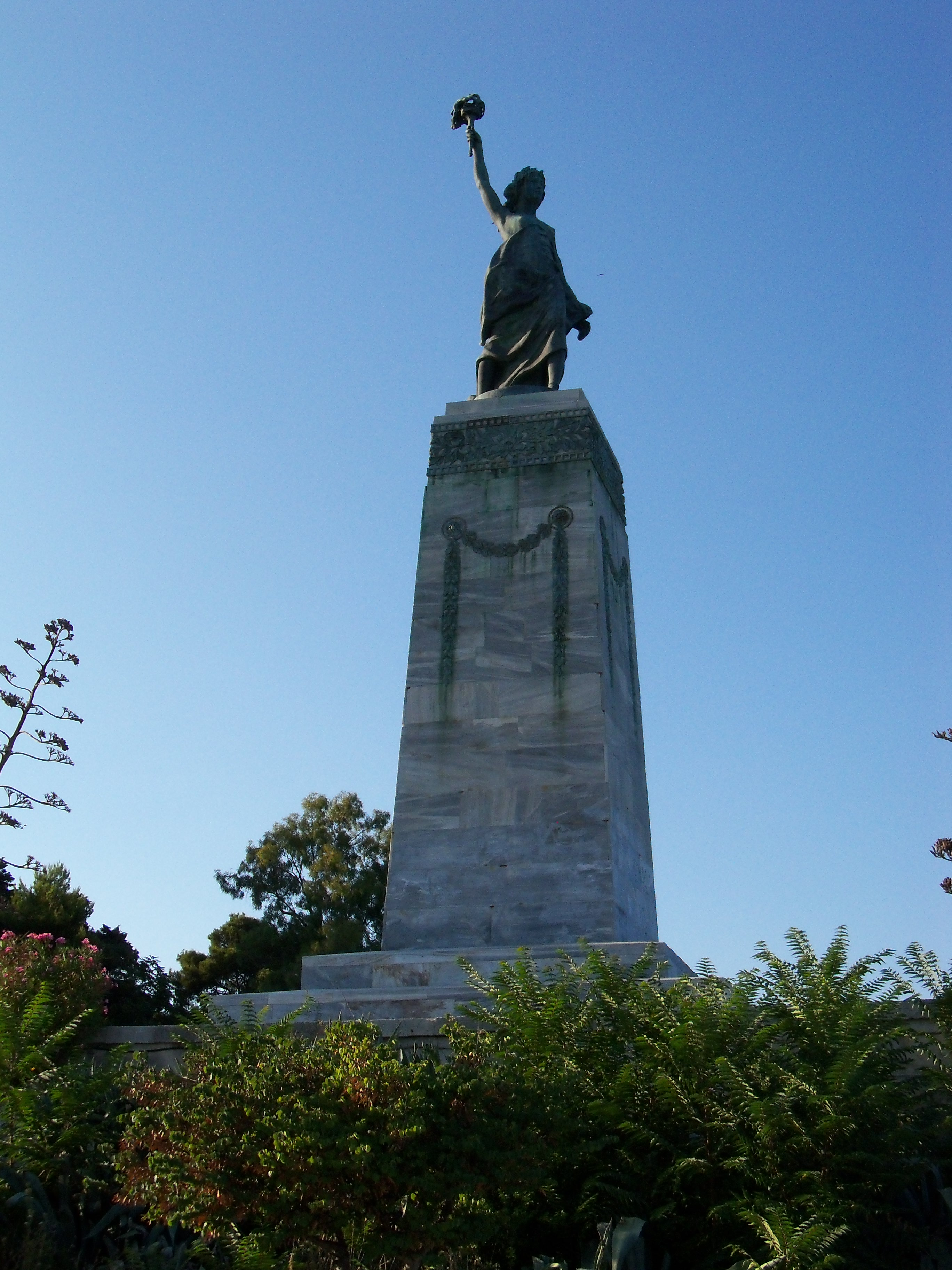
Die Freiheitsstatue

Die Freiheitsstatue (griechisch Άγαλμα της Ελευθερίας) steht östlich der Hafeneinfahrt von Mytilini auf der griechischen Insel Lesbos.
Die Statue wurde vom griechischen Bildhauer Gregorios Zevgolis nach einem Entwurf des einheimischen Malers Georgios Iakovidis geschaffen. Die Bronzestatue wurde 1922 in Deutschland gegossen und 1930 in Mytilini errichtet und eingeweiht, sie ist den Opfern des Ersten Weltkriegs gewidmet. Die Statue ist, mit ihrem Sockel aus Marmor, 15 Meter hoch.